# Sudimara Barat
Sudimara Barat is een bestuurslaag in het regentschap Tangerang van de provincie Banten, Indonesië. Sudimara Barat telt 19.477 inwoners (volkstelling 2010).